# Derolus aureus
Derolus aureus är en skalbaggsart som beskrevs av Pierre Lepesme och Stefan von Breuning 1958. Derolus aureus ingår i släktet Derolus och familjen långhorningar. Inga underarter finns listade i Catalogue of Life.